# Our Day Will Come
Our Day Will Come è un brano musicale della cantante britannica Amy Winehouse, pubblicato il 12 novembre 2011 come secondo estratto dall'album postumo Lioness: Hidden Treasures.

## Descrizione
Our Day Will Come ha iniziato ad essere programmata dalle emittenti radiofoniche il 12 novembre 2011. Si tratta di una reinterpretazione dell'omonima canzone realizzata dal gruppo statunitense Ruby and The Romantics nel 1963. La canzone  era stata registrata da Amy Winehouse tra il 2002 e il 2003 allo scopo di essere inserita nell'album Frank. Il brano però all'ultimo momento non venne incluso nell'album, ma il produttore Salaam Remi l'ha conservato nel suo archivio ed ha potuto inserirlo nell'album postumo. Quest'ultimo ha dichiarato dopo l'uscita del singolo: "Questa canzone sarà un ricordo commovente del suo talento."

## Video musicale
Il video è stato diffuso il 18 novembre 2011. Nel video scorrono immagini della cantante, tratte da servizi musicali, esibizioni video o da altri video musicali girati in passato; inoltre la famiglia Winehouse ha messo a disposizione delle foto private della cantante.

## Accoglienza
Il critico inglese Robert Copsey ha dichiarato: "Diventa subito evidente perché si è deciso di pubblicare la cover di Amy Winehouse di Our Day Will Come. Dietro una fumosa melodia tinta di beat e reggae lei promette che "il nostro giorno arriverà e noi avremo tutto [preso dal testo della canzone, (n.d.r)]". Il risultato è un temporaneo ricordo, che sotto i demoni che l'hanno accompagnata negli ultimi anni della sua vita, mostra il suo indelebile talento."

## Classifiche
| Classifica (2011/2012) | Posizione massima |
| ---------------------- | ----------------- |
| Belgio (Fiandre)       | 48                |
| Belgio (Vallonia)      | 48                |
| Europa                 | 15                |
| Francia                | 54                |
| Italia                 | 31                |
| Islanda                | 5                 |
| Paesi Bassi            | 52                |
| Svizzera               | 69                |
| Regno Unito            | 29                |
| Spagna                 | 26                |
| Ungheria               | 27                |